# إيفرغيفن
إيفرغيفن (بالصينية: 長賜輪) (بالإنجليزية: Ever Given)‏ هي سفينة حاويات من الدرجة الذهبية [الإنجليزية]، وتُعد واحدةً من أكبر السفن في العالم [الإنجليزية]. تُشّغل السفينةَ شركةٌ تايوانية هي إيفرغرين البحرية وهي مسجلةٌ [الإنجليزية] في بنما. كانت إيفرغيفن قد جنحت في عام 2021 أثناء عبورها قناة السويس في رحلتها القادمة من الصين والمتجهة إلى روتردام في هولندا مما أدى لانسداد القناة.

## الوصف
إيفر جيفن (IMO 9811000) هي واحدة من 13 سفينة حاويات بنيت وفقًا لتصميم Imabari 20000 الذي طورته Imabari Shipbuilding، وقد استأجرت إيفر غرين البحرية 11 منها وأطلقت عليها أسماء تبدأ بـ (Ever G). وضعت السفينة في 25 ديسمبر 2015، وأطلقت في 9 مايو 2018 واكتملت في 25 سبتمبر 2018. إنها ثاني سفينة تابعة لشركة ايفرغرين تحمل اسم ايفر غيفن؛ بنيت أول واحدة (IMO 8320901) في عام 1986.
بطول إجمالي يبلغ 399.94 مترًا (1,312 قدمًا 2 بوصة)، تعد ايفرغيفن واحدة من أطول السفن التي في الخدمة. يبلغ طول الهيكل 58.8 مترًا (192 قدمًا 11 بوصة) ويبلغ ارتفاعه من العارضة إلى السطح الرئيسي (عمق الهيكل) 32.9 مترًا (107 قدمًا 11 بوصة). محملة بالكامل عند مسودة التصميم، تسحب Ever Given جفن 14.5 مترًا (47 قدمًا و 7 بوصات) من المياه بينما تبلغ الغواصة، والتي تُستخدم كأساس لقوة الهيكل والتصميم الهيكلي، 16.0 مترًا (52.5 قدمًا). تبلغ الحمولة الإجمالية لشركة إيفر جيفن 220,940؛ صافي الحمولة 99155؛ ووزن الحمولة الساكن 199,629 طن في الغاطس التصميمي. تبلغ سعة حاوية السفينة 20124 حاوية مكافئة.
كما هو الحال مع معظم سفن الحاويات الكبيرة، فإن المحرك الرئيسي هو محرك ديزل ثنائي الأشواط منخفض السرعة. إنه محرك مستقيم ذو 11 أسطوانة، صنع بترخيص Mitsui – MAN B&W 11G95ME-C9. مقترنة بمروحة ثابتة، يتم تصنيفها عند 59300 كيلوواط (79500 حصان) عند 79 دورة في الدقيقة وتعطي السفينة سرعة خدمة تبلغ 22.8 عقدة (42.2 كم / ساعة؛ 26.2 ميل في الساعة). تحتوي السفينة أيضًا على أربعة مولدات ديزل مساعدة من نوع Yanmar 8EY33LW. للمناورة في الموانئ، تمتلك Ever Given جِهْتَي دفع بقدرة 2500 كيلو وات (3400 حصان).

## التاريخ التشغيلي

### اصطدام هامبورغ 2019
اصطدمت إيفرغيفن في 9 فبراير 2019 بعبارةٍ لشركة HADAG [الإنجليزية] طولها 25 مترًا وألحقت أضرارًا جسيمةً فيها، وكان ذلك في بلانكنيزا بالقرب من ميناء هامبورغ وبعد دقيقتين من الاصطدام، صدر حظر مرورٍ عبر نهر إلبه بسبب الرياح العاتية.

### الجنوح في قناة السويس 2021

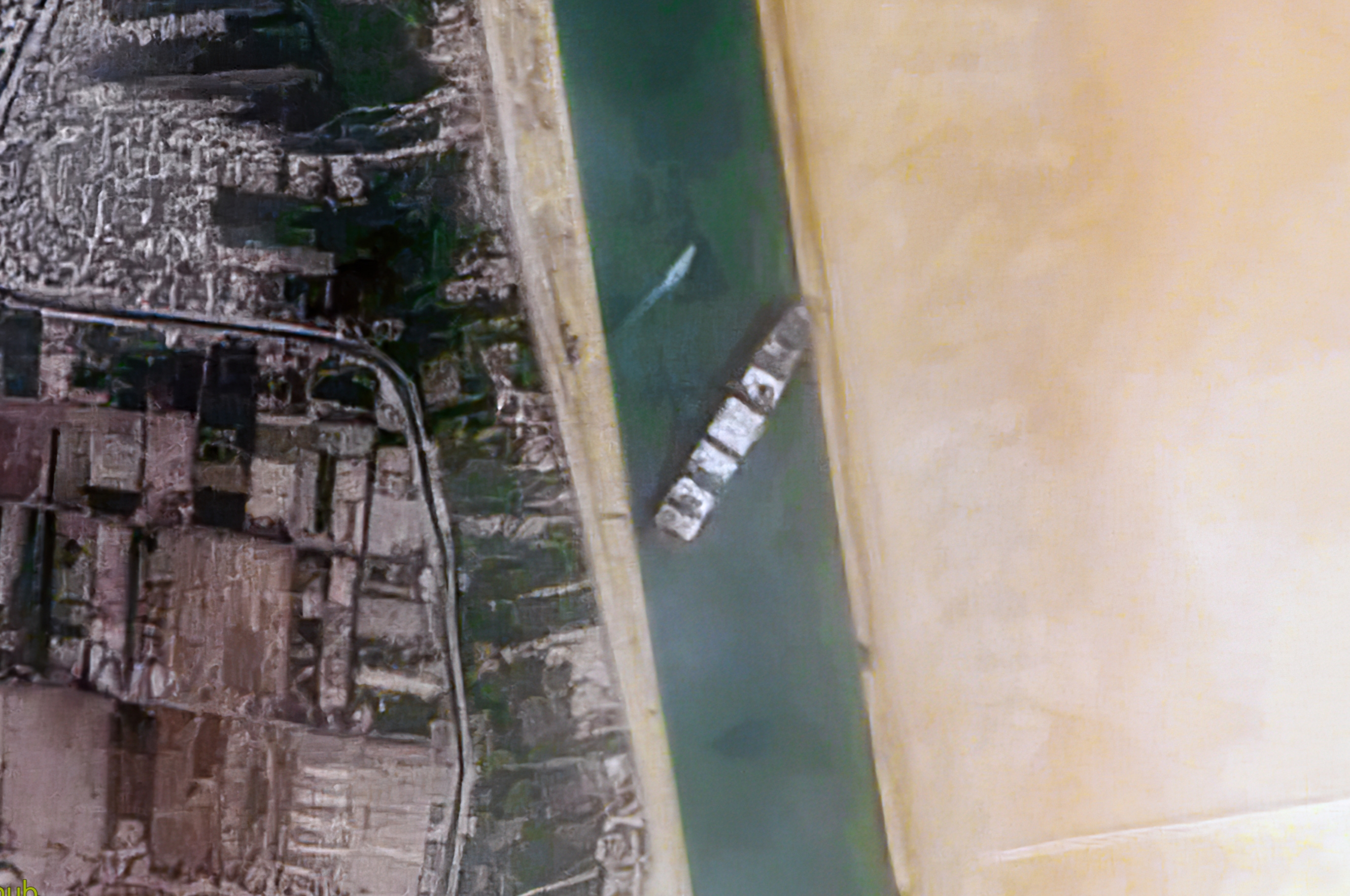
سفينة إيفرغيفن تَسُد قناة السويس

في الساعة 07:40 بتوقيت شرق أوروبا (+2 بالتوقيت العالمي) يوم 23 مارس (آذار) 2021، وأثناء طريقها إلى روتردام من تانجونج بيليباس [الإنجليزية]، كانت السفينة تمر عبر قناة السويس عندما جنحت، مما أدى إلى انحراف السفينة جانبًا وسد القناة. قالت شركة إيفرغرين البحرية أنَّ السفينة جنحت بسبب الرياح القوية غير المتوقعة. كانت السفينة الخامسة في مجموعةٍ من السفن المتجهة شمالًا، وخلفها 15 سفينة عندما جنحت. كانت حركة المرور في كلا الاتجاهين متوقفة بشكل تام، مما أدى إلى ازدحامٍ لأكثر من مائة سفينة بالإتجاهين. نفت شركة بيرنهارد شولتشيب مانجمنت (BSS)، وهي الشركة التي تدير السفينة، التقارير السابقة التي تفيد بأن السفينة قد أعيد تعويمها جزئيًا.
وقع هذا الحادث في جزءٍ من القناة ذات الممر الواحد، وذلك على الرغم من وجود قسم قديم من القناة يمكن أن يساعد في تجاوز الانسداد.
قال الفريق أسامة ربيع رئيس هيئة قناة السويس، إنَّ قناة السويس لن تدخر جهدًا في ضمان استعادة الملاحة وخدمة حركة التجارة العالمية. وافاد أن جميع أفراد الطاقم البالغ عددهم 20 في أمان وأنه «لم ترد تقارير عن إصابات أو تلوث». قال خبراء الأرصاد الجوية المصريون إن الرياح العاتية وعاصفة رملية أثرت على المنطقة، مع هبوب رياح تصل سرعتها إلى 50 كيلومترًا في الساعة (31 ميلاً في الساعة). وقال ربيع في مؤتمر صحفي عُقد يوم 27 مارس، إن الأحوال الجوية «ليست الأسباب الرئيسية» لجنوح السفينة، مضيفًا «ربما كانت هناك أخطاء فنية أو بشرية كل هذه العوامل سوف تظهر في التحقيق».